# 悪辣
| ウィキペディアには「悪辣」という見出しの百科事典記事はありません（タイトルに「悪辣」を含むページの一覧/「悪辣」で始まるページの一覧）。 代わりにウィクショナリーのページ「悪辣」が役に立つかもしれません。 |